# Норэн

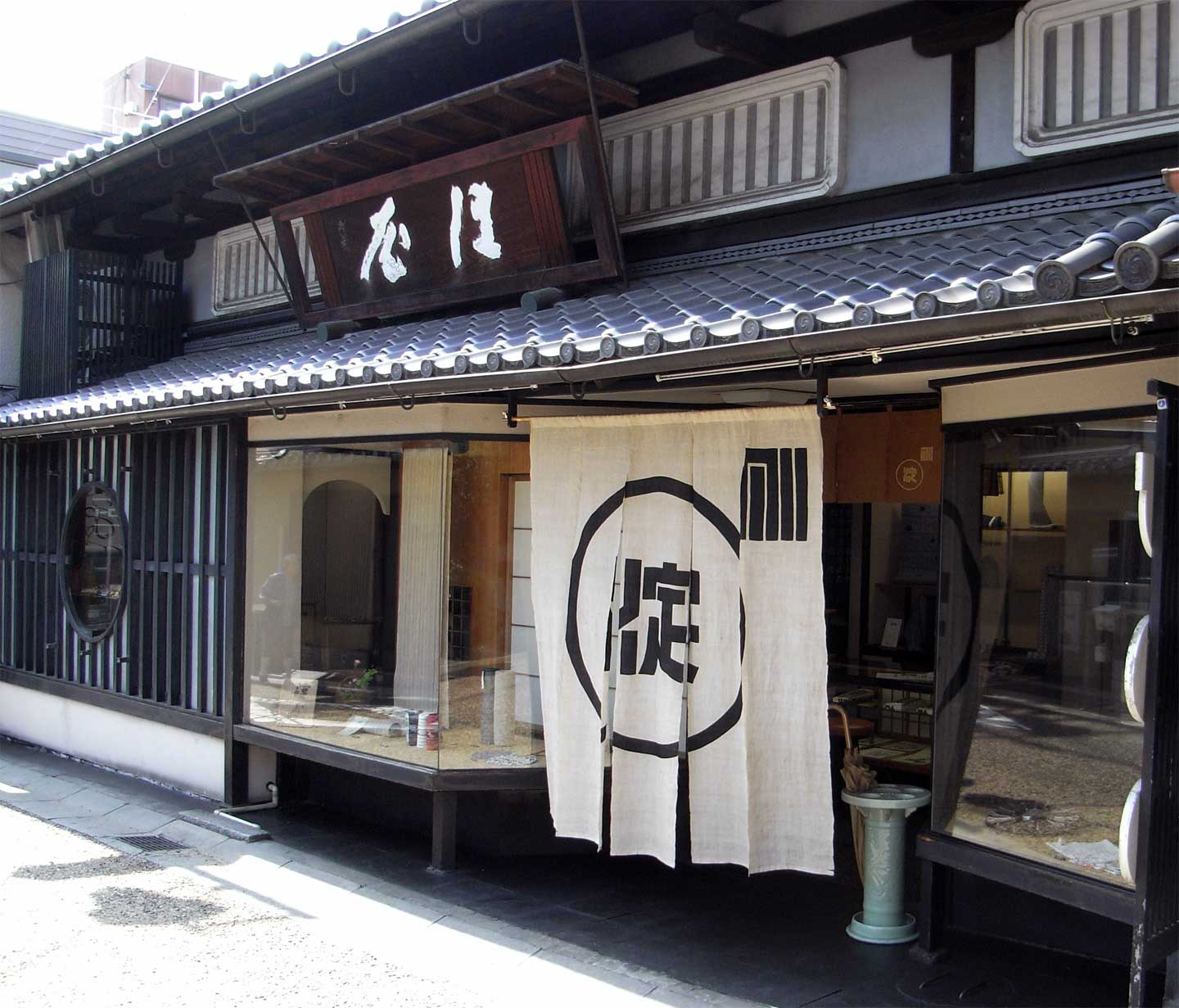
Традиционный магазин тканей в Наре с норэном перед входом

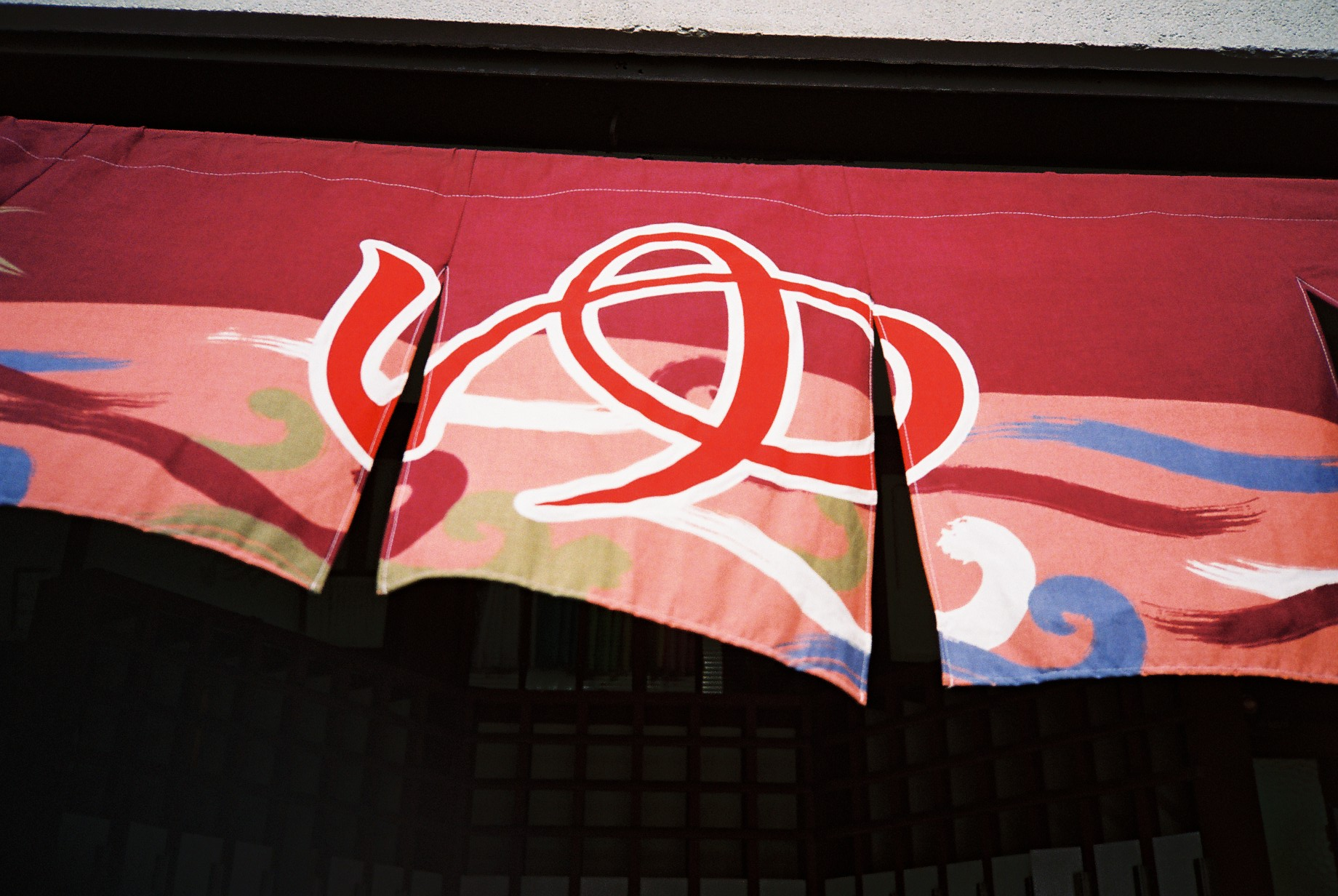
Норэн со знаком ゆ, означающий вход в баню

Норэн (яп. 暖簾) — традиционный японский занавес, который вешают для отделения пространства в комнате, как штору в дверном проёме или на окне.

## Описание
Основная форма — прямоугольная, изготавливается из разных типов тканей, многочисленных расцветок, узоров, размеров. Норэн, как правило, имеет один или несколько вертикальных разрезов, от низа почти до верха, для облегчения прохода или просмотра. Вверху имеет закрытый шов для надевания на подвешивающийся бамбуковый шест.

## Использование
Норэны обычно используются магазинами и ресторанами как средство защиты от солнца, ветра и пыли, а также в качестве своеобразного бренда, фраза «защитить норэн» в этом контексте будет иметь смысл — «защитить репутацию фирмы». Норэн, вывешенный на главном входе торговой лавки, показывает, что заведение открыто, в конце рабочего дня занавес снимается.
Также норэн обычен для входов в сэнто (общественные коммерческие бани). Ткань, вывешиваемая на входе для мужчин, как правило, окрашена в синие цвета, а на входе для женщин — в оттенки красного цвета; на норэнах для бань наносится иероглиф 湯 («ю» — «горячая вода») или соответствующий по звучанию знак хираганы: ゆ.
При проходе через норэн его принято отодвигать ребром ладони, развернутой к ткани тыльной стороной под углом 45°.